# Дух часу (рух)
Рух «Дух часу» (англ. The Zeitgeist Movement) — всесвітній соціальний рух, метою якого є привести світ до сталого розвитку. Основною ідеєю руху є перехід від грошової економіки до економіки, основаної на ресурсах (ресурсо-орієнтованої економіки), а також зміна соціально-економічного та морально-культурного клімату суспільства. Рух був заснований 2008 року. Хоча його засновником вважається Пітер Джозеф, рух базується на принципах відсутності лідерів та функціонує на добровільних засадах.

## Назва
Термін «Zeitgeist» (у перекладі з німецької «Дух часу») означає загальний інтелектуальний, моральний та культурний клімат певної епохи.
Рух «Zeitgeist» це група людей, розкиданих по всьому світу, яка методом зміни інтелектуального, морального та культурного клімату намагається привести світ до стабільного розвитку.

## Суть діяльності руху
Рух «Дух часу» дуже відрізняється від більшості сьогоднішніх активістських спільнот або соціальних рухів, оскільки вважає, що більшість соціальних проблем є не локальними, а загальними для всього світу.
Коротко кажучи, сама соціально-економічна система розглядається як корінь, з якого виростає людська поведінка та її наслідки. Корупція, бідність, голод, наркоманія, алкоголізм, забруднення навколишнього середовища, війни, експлуатація людей, а відтак і негативне спотворення цінностей та психіки розглядаються як симптоми, що походять з наявного стану соціальної системи.
Сучасні дослідження в області психології та соціології доводять, що людські дії завжди піддаються впливу оточення. Те, що схвалюється культурою, з часом перетворюється на вічні цінності. У свою чергу, моральний розпад суспільства стимулюється самою суспільною системою. Тому для зупинення, скасування, невідтворення негативних моделей поведінки потрібні не видача нових юридичних законів чи лікування симптомів хворого суспільства, а створення нової соціально-економічної системи, яка ніколи не буде створювати, стимулювати чи заохочувати такі негативні дії та фактори. Якщо людина живе в системі, де прогресує конкуренція, експлуатація одного одним, голод, рабство, дефіцит, ненависть та інші негативні фактори, то цілком очевидно, що суспільство буде відтворювати лише занепалий тип людини з негативними рисами. Виходячи з цього, учасники руху вважають, що потрібно визначити й вилікувати сам корінь хвороби, а не її симптоми.

## Альтернатива сучасній соціально-економічній системі
Учасники руху вважають, що дисципліна, яку сьогодні викладають в навчальних закладах, ніяк не може називатися «економікою».
Економіка — це наука, яка досліджує проблему мінімального використання обмежених ресурсів, при якому досягається максимальне задоволення потреб суспільства. Це наука про ефективність використання обмежених ресурсів.
Показник підвищення споживання та виробництва продуктів (валовий внутрішній продукт) на який спрямована вся сучасна економіка ніяким чином не є показником ефективності використання обмежених ресурсів. Він навпаки є показником їх марнотратства та неекономічності.
Наука про виживання в умовах ринкової економіки та заробляння грошей називається «хрематистикою» і є прямим протиріччям поняття «економіка».
Хрематистика (від «хрема» — майно, володіння) — «наука» про господарювання, гонитва за грошима, в основі якої лежить непродуктивна діяльність з метою задоволення потреб та отримання прибутку.
Термін «хрематистика» був визначений ще Аристотелем для її розмежування з економікою. Згодом «хрематистика» вилилася в окрему науку, яку в наш час почали називати «економікою», хоча це споконвічно протилежні поняття.
Нині рух «Zeitgeist» як альтернативу сучасній соціально-економічній системі пропонує «ресурсо-орієнтовану економіку».
Її ідеї полягають ось у чому:

Схема ресурсо-орієнтованої економіки

1. Скасування грошової системи. В ресурсно-орієнтованій економіці таке явище як гроші, торгівля або бартер будуть повністю відсутніми. На зміну їм буде введено систему стратегічного доступу до ресурсів.
2. Автоматизація праці. Для забезпечення населення Землі ресурсами та продуктами виробництва, ресурсно-орієнтована економіка пропонує використання машинізованої праці без загрози й негативного впливу на навколишнє середовище та суспільство. Саме автоматизація праці, наука та технології позбавляють людство від монотонної праці, підвищують ефективність виробництва та підвищують рівень комфортності суспільства.
3. Технологічна уніфікація планети Земля шляхом системного підходу. Для побудови нової системи, людству потрібно якомога точніше визначити яку кількість ресурсів має планета та їх територіальне розміщення. Для цього створюється уніфікована динамічна система відстеження ресурсів на планеті Земля. Таким чином, людство буде знати де і які ресурси є в наявності. Після цього, повинно бути визначено кількість та потреби населення у відповідності до його локального розміщення. Виходячи з потреб суспільства та наявних ресурсів будується відповідна система виробництва, яка ведеться з урахуванням збереження навколишнього середовища та екології.
При цьому все виробництво уніфікується та стандартизується. При виробництві продуктів наголос робиться на їх високій якості та практичності.
4. Вільний доступ до ресурсів замість приватної власності. В ресурсно-орієнтовній економіці поняття приватної власності не буде мати сенсу. В середовищі вільного доступу до ресурсів не має підстав накопичувати або привласнювати ресурси. В ресурсно-орієнтовній економіці, один і той же продукт може використовувати велика кількість користувачів збільшуючи при цьому ефективність використання ресурсів та зменшуючи виробничу необхідність. Таким чином продукти будуть використовуватися більше ефективно.
5. Самозабезпечені локалізовані міста та системи виробництва. Задача ресурсно-орієнтованої економіки — збудувати стабільну самопідтримуючу та самозабезпечуючу систему достатку й розвитку суспільства. Для цього, кожне місто буде плануватися таким чином, щоб воно могло само себе забезпечувати всім необхідним.
6. Наука як методологія управління. За період розвитку нашої цивілізації, наука застосовувалася майже в усіх сферах окрім облаштування та управління суспільством. Зараз ми всі користуємося результатом наукових досягнень, які роблять наше життя легшим та позбавляють від монотонної роботи. В наш час завдяки науковим досягненням звичайна людина живе в кращих умовах ніж середньовічні королі та султани. Технологічний прогрес постійно рухався вперед та розвивався, але соціальна система при цьому залишалася незмінною. Жодна людина фізично не здатна керувати соціальною системою та переробляти таку кількість інформації. Відтак, людина ніяк не може керувати суспільством. Вона легко піддається впливу оточення в зв'язку з чим стає корумпованою ще по дорозі до керма управління. В результаті, така людина псує все до чого торкається. Управління має здійснюватися у відповідності до наявних ресурсів та можливостей планети за допомогою автоматичної коп'ютеризованої системи та методів математичного розрахунку. Існують певні можливості Землі, виходячи з яких ми і повинні приймати рішення. Для прийняття рішень мають застосовуватися машини. Вони не мають амбіцій, бажань, примх, прихильності і тому подібних рис. Є лише точний вимір наявних ресурсів та їх рівномірний розподіл у відповідності до продуктивної здатності системи. Учасники руху заявляють, що вже зараз людство здатне побудувати таку систему. Для цього лише потрібне розуміння, підтримка та згода суспільства.

## Структура руху
Рух «Zeitgeist» як сутність являє собою глобальну спільноту пов'язаних спільною метою та ідеями осіб, яка містить в собі різні національні та місцеві групи. Оскільки рух є глобальним, групи що до нього входять являють собою його фізичну форму.
Структура руху така:
1. Глобальна спільнота
2. Національні групи — [Для певної країни]
3. Регіональні групи — [Нижча адміністративна одиниця поділу в межах певної країни]
4. Місцеві групи — [Нижча адміністративна одиниця поділу в межах певного регіону/області]

Відділення знаходяться у віданні окремих осіб або груп людей (координаторів), які зацікавлені у реалізації ідей руху та готові на добровільних засадах пожертвувати своїм часом і внести свій вклад.
За даними червня 2010 року, рух мав 46 координаторів та більше 200 офіційних регіональних та місцевих відділень по всьому світу. За даними на січень 2014 рух містив 54 національні відділи.
Варто також зазначити, що офіційної юридичної реєстрації рух принципово не має.

## Український відділ руху «Zeitgeist»
В Україні рух «Zeitgeist» («Дух часу») представляє його українська група, яка була створена в листопаді 2012 року. Учасники українського відділу підтримують прямий зв'язок із глобальною спільнотою «Zeitgeist».
Станом на 2013 рік українським відділом було затверджено офіційний план дій, якого активісти дотримуються в своїй роботі. А саме:
1. Впорядкування діяльності української групи руху «Zeitgeist»
2. Просвіта та ознайомлення населення України з ідеями руху «Zeitgeist»
3. Створення лекційної команди
4. Створити показовий документальний фільм / мультфільм / відеоролик, в якому наочно, в загальних рисах буде показано що таке ресурсо-орієнтована економіка і як вона функціонує.
5. Залучення наукової спільноти України
6. Створення центру руху «Zeitgeist» та «Проєкта Венера» в Україні
7. Заручення підтримкою суспільства
8. Впровадження комплексної автоматизованої системи управління виробництвом в Україні (комп'ютеризованої системи управління)
9. Програмування цифрового мозку системи прийняття рішень виходячи з реальної продуктивності країни орієнтованого на створення економічного достатку суспільства і кожного окремого індивіда в ньому
10. Показати суспільству реальний технологічний потенціал
11. Мирний діалог, конфлікт або війна з урядом
12. Впровадження єдиної системи управління виробництвом на рівні держави
13. Знищення й дискримінація економіки споживання
14. Зміна системи освіти, методів виховання в дошкільних закладах та структури навчальних закладів
15. Впровадження системи динамічного відстеження попиту населення та автоматизація статистичного збору даних мереж супермаркетів
16. Впровадження адекватної та оптимальної норми споживання продуктів на одиницю населення
17. Контроль кількості населення
18. Розвиток виробничих потужностей та економіки до рівня загального достатку населення
19. Скасування грошової системи
20. Створення державної системи розподілу безплатних продуктів серед населення
21. Автоматизація роботи статистичних установ на рівні держави
22. Впровадження системи автоматизованого динамічного відстеження ресурсів та кількості населення України
23. Впровадження автоматизованої системи управління ресурсами
24. Поєднання систем управління ресурсами та виробництвом різних країн в одну глобальну інтегровану систему управління
25. Програмування цифрового мозку системи прийняття рішень виходячи з реальної продуктивності планети
26. Допомога слаборозвиненим країнам у розвитку технічного рівня та рівня автоматизації виробництва
27. Скасування всіх національних кордонів та визнання всіх ресурсів землі спільним здобутком всього людства
28. Глобальне впровадження та розвиток ресурсо-орієнтованої економіки

Віртуальною базою активістів українського відділу є їхній офіційний вебсайт [Архівовано 27 червня 2017 у Wayback Machine.] та форум (сторінка В КОНТАКТЕ) [Архівовано 27 травня 2016 у Wayback Machine.].
Учасники українського відділу руху «Дух часу» ставлять печать «Zeitgeist» на грошових банкнотах на знак протесту проти грошової економіки та сучасної соціально-економічної системи.

## Рух «Дух часу» і проєкт «Венера»
Рух «Дух часу» на самому початку організовувався як соціальний рух, метою якого було створити масову обізнаність щодо типу організації розуму (ходу думок), який став основою робіт індустріального дизайнера, соціального інженера та засновника організації «Проєкт Венера» — Жака Фреско.

Логотип Проєкту «Венера»

Тим не менш, на початку 2011 року, між рухом «Дух часу» з однієї сторони та паном Фреско і його помічницею Роксаною Медовз з іншої, раптово виникло певне напруження. Поступово це привело до розколу між цими двома організаціями, які зараз працюють без взаємного впливу один на одного. Варто зазначити, що між цими двома організаціями не має жодної ворожості або протистояння.
Різниця між двома організаціями лише в стратегії та функціональності, в той час як їхня мета суттєво однакова.
Рух «Дух часу» популяризує такий тип організації розуму, згідно з яким для покращення устрою й здоров'я суспільства та досягнення соціальної стабільності застосовується науковий метод. Учасники руху намагаються створити в світі критичну масу обізнаних людей для прийняття та впровадження такого типу організації розуму, а відтак і основ побудови нового суспільства, які випливають з такої логіки. Це відбувається за допомогою впровадження багатьох програм та заходів, як наприклад, Zeitgeist Day (Z-Day), The Zeitgeist Media Festival, щомісячні зібрання груп, випуск новин, прес-релізи, лекції, радіо трансляцію, соціальні мережі, різноманітні проєкти та інші медіа засоби.
«Проєкт Венера» історично ніколи не був соціальним рухом. Він працював скоріше як мозковий центр який розвиває та виражає роботи Жака Фреско, а саме його бачення майбутнього щодо певних соціальних методів та конкретних проєктів. «Проєкт Венера» декларує себе як єдине рішення, а відтак працює як інститут, що часто наголошує на інтелектуальній власності різних ідей Жака Фреско. Наприклад, термін «ресурсно-орієнтовна економіка», а відтак і його визначення є авторським правом «Проєкту Венера» з 2010 року.
Рух «Дух часу» не обмежується рішенням «Проєкта Венера» або будь-якої одної особи або інституту, а також не визнає власність або походження будь-якої висунутої ідеї. Навпаки, активісти руху фокусуються та підкреслюють доречність та ефективність застосування наукового методу до облаштування суспільства, застосовуючи всі наукові надбання без наголошення на будь-якому спеціальному інституті або персоні. Всі знання були наслідком культурної та інформаційної еволюції, а концепція «авторитету» або «інституційної власності» стає інтелектуально непридатною в дійсності. Це не означає, що думка тих, хто користуються авторитетом не повинна розглядатися коли це потрібно. Проте, інформація завжди існує сама по собі та потребує логічної перевірки та аналізу, в той час як носій цієї інформації стає неважливим.
Рух «Дух часу» вважає зміну системи цінностей суспільства та необхідність його освіти й обізнаності найбільш критичним завданням на даний момент, через що програми соціальної взаємодії мають високий пріоритет. Специфічні характеристики технічного дизайну «Проєкту Венера», які включають в себе елементи механіки соціальної системи будуть реалізовані природним шляхом, як тільки відповідний тип організації розуму буде впроваджений в суспільство.
Крім того, що рух «Дух часу» впроваджує відповідний тип організації розуму через взаємодію з суспільством та медіа-проєкти, він також має більш традиційні методи активізму (наприклад протести, добродійні заходи, організація безплатного харчування тощо), які проводяться задля полегшення стресу, який наносить сучасна система.
«Проєкт Венера» не займається добродійними заходами або більш масштабним активізмом та працює виключно над популяризацією робіт Жака Фреско.
Тим не менше «Проєкт Венера» залишається досить важливою для руху організацією і одним із його основних партнерів.

## Проєкти руху

### Media-project
Media-project — це портал руху «Дух часу», призначений для систематизації та архівації інформації призначеної для медіа-проєктів.

### ZeitNews
ZeitNews є науково-орієнтованим сайтом, присвяченим новітнім технологіям. Він працює як відгалуження технологічної команди руху і як інформаційний центр, метою якого є інформування громадськості про поточні досягнення науки та можливості сучасних технологій в усьому світі.

### Z-Day (День руху «Zeitgeist»)
«Zeitgeist Day», або просто"Zday", є щорічним глобальним заходом який зазвичай проходить в середині березня кожного року. Його метою є підвищення обізнаності суспільства про рух «Дух часу» та його ідеї.
Перший офіційний "Zday"пройшов у 2009 році. Всі ці заходи зазвичай добре документуються та рекламуються по всьому світу завдяки різним засобам масової інформації, включаючи такі видання, як наприклад, New York Times та інші.
В 2010 році було проведено 330 «Zday» заходів в більш ніж 70 країнах світу. Ці заходи достатньо добре задокументовані інформаційними агентствами з усього світу, включаючи також Huffington Post.
Захід «Zeitgeist Day» може проходитися в різних формах, від простого показу фільмів до повноцінних лекцій та інтерактивних зустрічей з живим спілкуванням з організаторами груп з різних регіонів.

### The Zeitgeist Media Festival
Визнаючи, що мистецтво та медіа засоби є потужною силою, яка здатна змінити світ, активісти руху «Zeitgeist» періодично проводять «The Zeitgeist Media Festival», який є всесвітнім мистецьким фестивалем, що проходить щороку в кінці літа.
Його ідея в тому, щоб залучити мистецьку спільноту та їх силу мистецтва до зміни системи цінностей суспільства. Таким чином активісти руху «Дух часу» показують, що зміни структурного або економічного устрою нашого суспільства можуть відбутися лише в контексті персональної або особистої трансформації системи цінностей у кожному з нас. В той час як роль знань та науки полягає в тому, щоб показати правильний шлях до рішення проблем суспільства, багато хто все в світі ж таки слідує своїм відчуттям та емоціям. «Zeitgeist Media Festival» є мостом між цими рівнями сприйняття, що проливає світло на те, що зміна й удосконалення світу не є дивакуватою або навіть небезпечною задачею, а навпаки є найбільш високоморальною та доброчесною формою персональної та соціальної інтеграції, яку ми маємо.

## Фільмографія руху «Zeitgeist»
Серія фільмів «Дух часу» є візитною карткою руху. Проте не варто вважати, що сам рух був оснований лише після випуску цих фільмів. Скоріше ці фільми є насправді наслідком натхнення ідеями руху «Zeitgeist» («Дух часу») завдяки їх популярності та глобальним закликом до пошуку істини, миру та стабільного розвитку людства.
- Дух часу: Фільм (2007)[3]
- Дух часу: Додаток (2008)[4]
- Дух часу: Наступний крок (2011)[5]
- Culture in Decline (телесеріал)[6]

Ці фільми вільно розповсюджуються через портали руху «Zeitgeist» та мережу Youtube.